# Турбуря – Крайова – Калафат
Турбуря — Крайова — Калафат — трубопровід у Румунії, через який здійснюють подачу природного газу до ряду районів на південному заході країни.
Основним газовидобувним районом Румунії традиційно є Трансильванія, втім, значні обсяги блакитного палива також видобувають у Олтенії. Звідси його можуть постачати до столиці та на захід країни по трубопроводах Хурезань – Бухарест та Хурезань – Хацег або використовувати на місці. Зокрема, від установки підготовки газу родовища Турбуря прокладено три нитки діаметром по 500 мм до розташованого дещо менше ніж за пів сотні кілометрів на південь міста Крайова. В останньому великим споживачем був завод азотної хімії та метанолу, який, втім, у 2011-му закрили.
Наразі існують проєкти спорудження в Крайові генеруючих потужностей на блакитному паливі для заміни наявних вугільних блоків на ТЕС Ішалніца (Крайова I) та ТЕС Крайова II, котрі створюють надмірний екологічний тиск на довкілля.
Через газопровід Крайова — Турбуря до газотранспортної системи країни під'єднане підземне сховище газу в Герчешть. При цьому Турбуря сполучена із зазначеними вище газопроводами Хурезань — Бухарест та Хурезань — Хацег бідирекціональним інтерконектором, що дозволяє приймати та видавати ресурс.
У 2020-му проклали ділянку газопроводу довжиною 39 км та діаметром 500 мм від Крайови до Сегарчі. Це є першим етапом проєкту спорудження трубопроводу до придунайського міста Калафат (дещо більше за шість десятків кілометрів на захід від Сегарчі).
Також можливо відзначити, що від ділянки Турбуря — Крайова на захід відходить відгалуження діаметром 500 мм, яке прямує до міста Дробета-Турну-Северин. Наразі існують плани спорудження в останньому електростанції на природному газі (на майданчику збанкрутілої вугільної ТЕЦ Дробета).